# Diecéze řezenská
Diecéze řezenská (lat. Dioecesis Ratisbonensis, de. Diözese Regensburg) se nachází ve východní části Bavorska s centrem v Řezně. Zabírá velkou část vládních obvodů Horního Falcka a Dolního Bavorska a zasahuje také do vládních obvodů Horních Frank a Horního Bavorska. Diecéze Řezno je nejrozlehleší diecéze Bavorska.

## Historie
Byla zřízena již roku 739 a původně ležela na východní výspě křesťanské střední Evropy. Z pravomoci řezenského biskupa byla v 9. století vyčleněna diecéze nitranská (pro Velkou Moravu) a v 10. století diecéze pražská (zahrnující Čechy).

## Patroni diecéze
- sv. Wolfgang, hlavní patron
- sv. Emmeram
- sv. Erhard
- sv. Diviš
- sv. Rupert
- sv. Anna Schäffer

## Kapitula
Úkolem kapituly jsou liturgické slavnosti v dómě sv. Petra a jeho řízení a správa. Kapitula má 11 členů:
- prelát-probošt: Dr. Wilhelm Gegenfurtner
- prelát-děkan: Robert Hüttner
- 8 kanovníků:
  - prelát Anton Wilhelm,
  - prelát Peter Hubbauer,
  - prelát Johann Neumüller,
  - pomocný biskup Reinhard Pappenberger,
  - prelát Dr. Franz Frühmorgen,
  - Mons. Bernhard Piendl,
  - generální vikář Mons. Michael Fuchs,
  - prelát-oficiál Dr. Josef Ammer
  - jáhen - Milan Sahrer von Sahr.